# Telkibánya
Telkibánya – wieś i gmina w północno-wschodniej części Węgier, w pobliżu miasta Gönc, znane ze względu na prowadzoną tu niegdyś eksploatację złóż złota. Liczba mieszkańców wynosi obecnie 634 osoby (według stanu na 1 stycznia 2010).

## Położenie
Miejscowość leży na obszarze pasma niskich Gór Zemplińskich (węg. Zempléni-hegység), będącego częścią Średniogórza Północnowęgierskiego, w pobliżu granicy ze Słowacją. Administracyjnie gmina należy do powiatu Abaúj-Hegyköz, wchodzącego w skład komitatu Borsod-Abaúj-Zemplén i jest jedną z jego 24 gmin.

## Herb
Herb miejscowości wskazuje wyraźnie, że była ona kiedyś miastem. W centrum zaokrąglonej z dołu tarczy znajduje się biały trójwieżowy zamek z otwartą bramą chronioną podniesioną kratownicą. Zamek położony jest na szczycie zielonego wzgórza, na tle błękitnego nieba. Błękit i zieleń stanowią tło tarczy. Mury zamku ozdobione są klinem wybijanym przez dwóch górników znajdujących się symetrycznie po obydwu stronach zamku. W pobliżu wierzchołka środkowej, najwyższej wieży zawieszone są symetrycznie dwie flagi. Przedstawiają one czerwono-srebrne pasy Arpadów oraz położone na błękitnym tle złote lilie Andegawenów.

## Historia
Miejscowość wymieniana jest po raz pierwszy w 1270 roku jako osiedle górnicze. W roku 1341 król Ludwik Węgierski nadał miejscowości prawa miejskie jako miastu górniczemu. Istniały tu już wtedy kopalnie złota. W 1399 roku miasto otoczono murem miejskim i przybrało ono wówczas charakter obronny. Pod koniec średniowiecza Telkibánya była jednym z ważniejszych miast górniczych Korony Św. Stefana i należała do elitarnego stowarzyszenia miast górniczych obejmującego jeszcze Rożniawę (węg. Rozsnyó), Gelnicę (węg. Gölnicbánya), Rudniany (węg. Rudabánya), Igłów (węg. Igló, słow. Nova Spisska Ves), Jászó (słow. Jasov), Szomolnok.
Większe żyły złota dość szybko jednak wyeksploatowano. Pozostałe złoża nie były już zbyt bogate: wydobycie wielokrotnie więc wznawiano i porzucano z powodu nieopłacalności. Miasto pozostawało pod władaniem rozmaitych rodów węgierskich. Z biegiem lat postęp techniczny umożliwiał sięganie do coraz uboższych zasobów. Wydobycie prowadzono jeszcze w XIX wieku, po czym ostatecznie go zaprzestano. Wstrzymanie prac górniczych spowodowało upadek miasta, które zdegradowano do gminy wiejskiej. W 1825 roku w miejscowości założono pierwszą na Węgrzech fabrykę porcelany. Po pierwszej wojnie światowej miejscowość pozostała w granicach Królestwa Węgier.